# Andrea Lovotti

a Compétitions nationales et continentales officielles uniquement.

b Matchs officiels uniquement.
Dernière mise à jour le 3 juin 2020.
Andrea Lovotti, né le 28 juillet 1989 à Plaisance, en Italie, est un joueur international italien de rugby à XV évoluant au poste de pilier.

## Carrière

### En club
- 2009-2010 : Livorno
- 2010-2011 : Crociati
- 2011-2014 : Calvisano
- Depuis 2014 : Zebre

### Statistiques en équipe nationale
Au 8 mars 2025, Andrea Lovotti compte 47 sélections  dont 41 en titulaire, depuis sa première sélection le 14 juin 2014 face à la France.
Andrea Lovotti participe à deux éditions du Tournoi des Six Nations en 2016 et 2017.

## Palmarès
- Championnat d'Italie : 2012 et 2014
- Coupe d'Italie : 2012